# Thelepus robustus
Thelepus robustus är en ringmaskart som först beskrevs av Grube 1878.  Thelepus robustus ingår i släktet Thelepus och familjen Terebellidae. Inga underarter finns listade i Catalogue of Life.